# Droit de l'environnement en France
 (février 2024).
Cette chronologie du droit de l’environnement en France montre l’évolution du droit de l'environnement en France de ses débuts au XVIIIe siècle à nos jours. L'histoire de ce droit est caractérisée par une évolution vers un droit intégré et plus transversal de l'environnement, reconnaissant qu'« on ne peut dissocier l'homme de son milieu de vie et des éléments physiques et biologiques qui composent ce milieu. Exiger la protection de l'environnement impose que l'homme se soumette à des obligations envers la nature ce qui n'implique pas pour autant que la nature ait des droits. » C'est ce parti qui a été choisi par la commission Coppens composée de nombreux scientifiques pour écrire la charte de l'environnement adossée à la constitution.

## Chronologie

### Avant 1960
- 1600

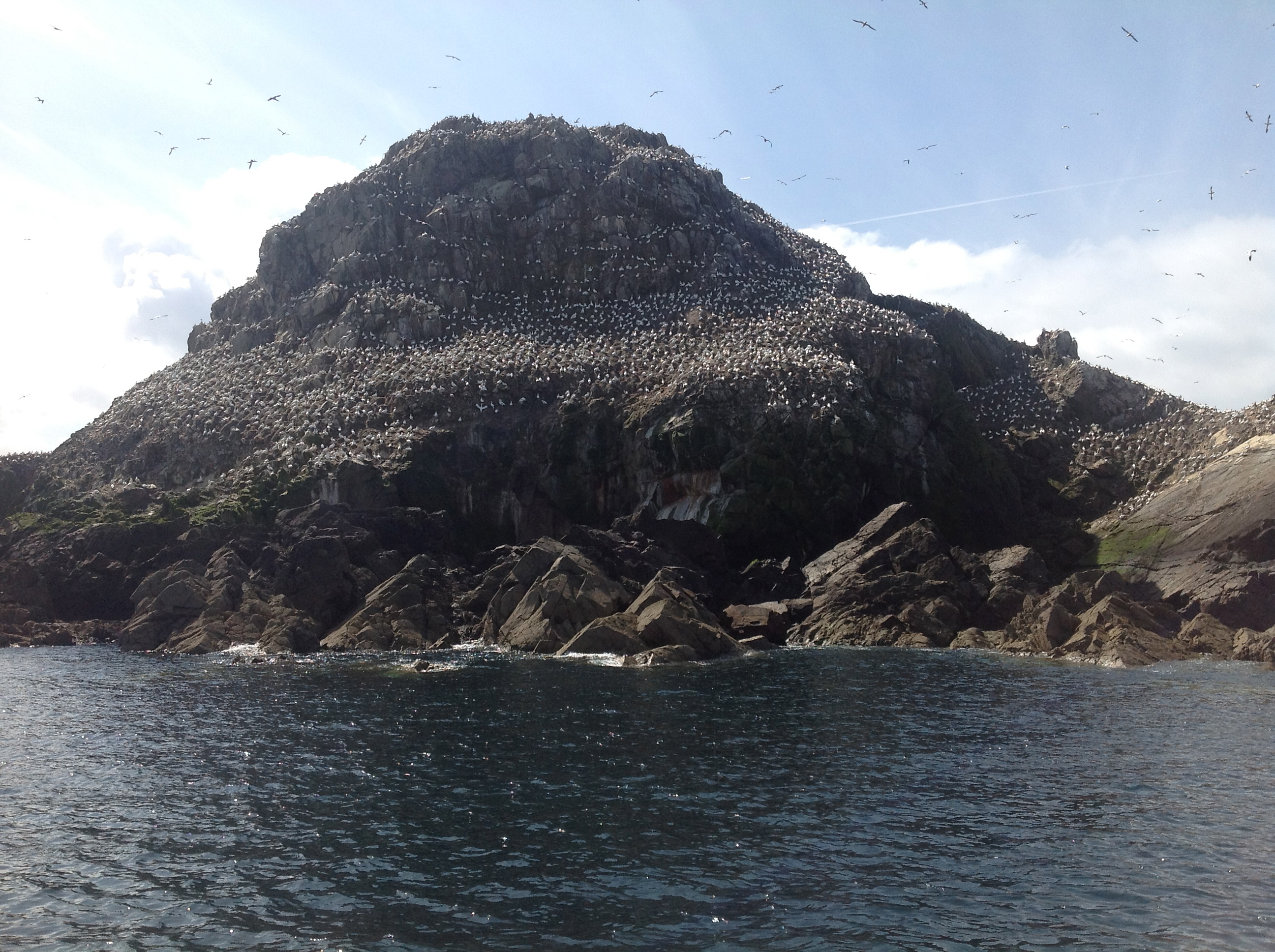
Colonie de fous de Bassan à l'Île Rouzic (Sept-Îles).

  - 1669 : Ordonnance de Jean-Baptiste Colbert. C’est l’époque du plus faible taux de boisement en France (10 %) : méthodes d’aménagement et de conservation des forêts, règlementation des coupes et de la vente des produits forestiers ; l’objectif général est l’accroissement de la ressource ligneuse.
- 1800
  - Décret impérial du 15 octobre 1810 relatif aux Manufactures et Ateliers qui répandent une odeur insalubre ou incommode.
  - 1854 : Fondation de la Société impériale zoologique d'acclimatation devenue l'actuelle Société nationale de protection de la nature et ayant co-fondé l'UICN et la Fédération France Nature Environnement. Elle créera les réserves naturelles privées des Sept-Îles en 1912, de Camargue en 1927 ou de Néouvielle en 1935.
  - Lois de 1860-1862 sur la Restauration des terrains en montagne qui est confiée à l’Administration des Eaux et Forêts.
  - Décret impérial du 13 avril 1861 instaurant les « réserves artistiques » de la forêt de Fontainebleau.
- 1900
  - Loi du 1er juillet 1901 relative au contrat d’association, qui permet la création d’association à but non lucratif appelée aussi en France association loi 1901. Ces associations sont un acteur important dans le domaine de l’environnement.
  - Loi du 21 avril 1906[2] organisant la protection des sites et monuments naturels de caractère artistique.
  - Loi du 28 avril 1922 relative aux Forêts de Protection instituant un régime forestier spécial dans certaines forêts privées dont la conservation est reconnue nécessaire au maintien des terres sur les montagnes et sur les pentes.
  - Loi du 2 mai 1930 créant les sites classés et les sites inscrits[3].
    - Sites classés : protection de niveau national visant des monuments naturels ou des sites d’intérêt artistique, historique, scientifique, légendaire et pittoresque ; loi conçue pour protéger des ensembles naturels ou bâtis présentant un très grand intérêt culturel et/ou paysager ; ex : Mont Blanc, Mont Saint-Michel, Conques, village de Collonges-la-Rouge. Tous travaux susceptibles de modifier l’état ou l’aspect d’un site classé sont soumis à autorisation ministérielle ou, par délégation, à autorisation préfectorale. Certains y sont interdits : camping, affichage…
    - Sites inscrits : idem mais protection visant des ensembles d'intérêt moins exceptionnel et donc moins contraignante. Tous travaux modificatifs doivent être déclarés 4 mois à l’avance à l’Administration pour avis de l'Architecte des bâtiments de France (Direction Régionale des Affaires Culturelles) et, le cas échéant, de l'Inspecteur des Sites (Direction Régionale de l'Environnement).

- - Loi n°57-740 du 1er juillet 1957 modifiant la loi du 2 mai 1930 en lui ajoutant un article 8 bis concernant le classement d'un site en réserve naturelle[4].

### Années 1960
- 1960

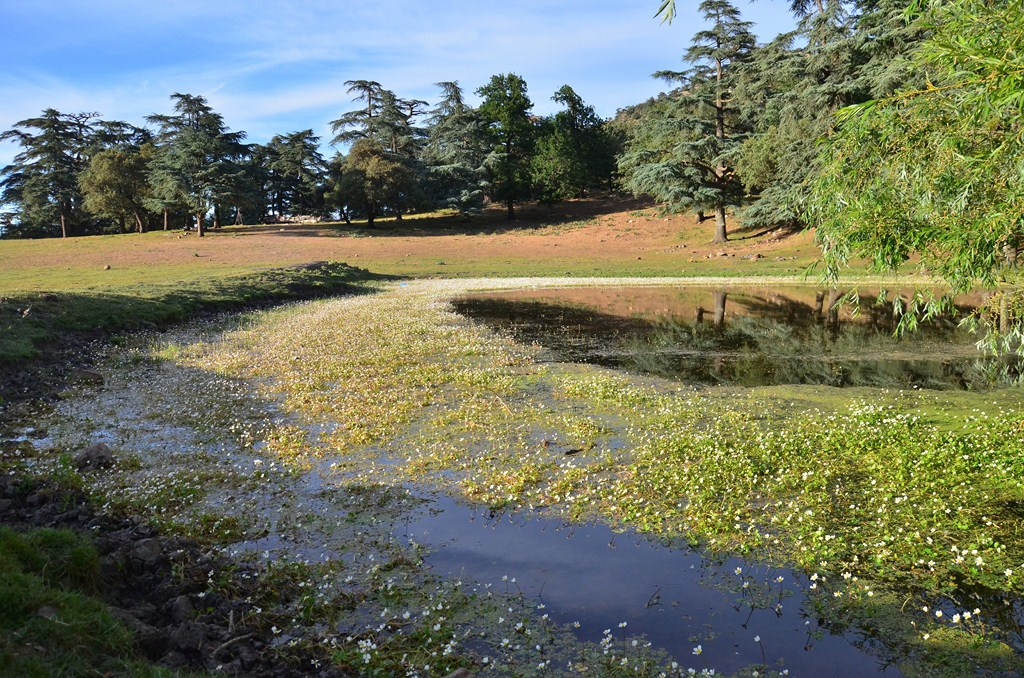
Forêt de cèdres, Parc national de Theniet El Had.

  - 22 juillet 1960 : Loi créant les parcs nationaux (Néanmoins les premiers parcs nationaux en Algérie alors française avaient été créés en 1929 (Theniet El Had) à la suite de l'arrêté du gouverneur général du 17 février 1921, dans les colonies en 1919 en Tunisie (Aïn Draham), en 1942 au Maroc (Toubkal) à la suite du dahir du 11 septembre 1934, en 1933 en Afrique Occidentale Française (ex-réserves naturelles de Manovo-Gounda et Bamingui-Bangoran) confirmées par le décret du 24 juillet 1935 et en 1958 à Madagascar (Montagne d'Ambre)).
- 1963
  - 6 août 1963 : Loi Edgard Pisani pour l’amélioration de la structure foncière et de la production des forêts privées : CRPF, PSG, sylviculture intensive.
- 1964
  - 16 décembre 1964 : Loi du 16 décembre 1964 relative au régime et à la répartition des eaux et à la lutte contre leur pollution (première loi sur l’Eau qui sera précisé par la loi du 3 janvier 1992), précisant les mesures de protection des captages :
    - périmètre de protection immédiate (PPI) : acquis et clôturés ;
    - périmètre de protection rapprochée (PPR) : servitudes (par rapport aux forages, exploitations…) ;
    - périmètre de protection éloignée (PPE) : réglementation d’activités interdites ci-dessus ;
    - créant les agences financières de bassin, devenues Agences de l’eau (Arrêté du 14 novembre 1991).

  - 23 décembre 1964 : Loi créant l’Office national des forêts, EPIC chargé de la mise en œuvre du régime forestier ; l’ONF remplace donc l’ancienne administration des Eaux & Forêts à partir de sa mise en place le 1er janvier 1966.
- 1967
  - 1er mars 1967 : Décret créant le statut de parc naturel régional (modifié à plusieurs reprises : loi de décentralisation du 7 janvier 1983, loi paysage du 8 janvier 1993).
- 1969
  - 24 décembre 1969 : Loi créant la taxe sur les défrichements.

### Années 1970
- 1970

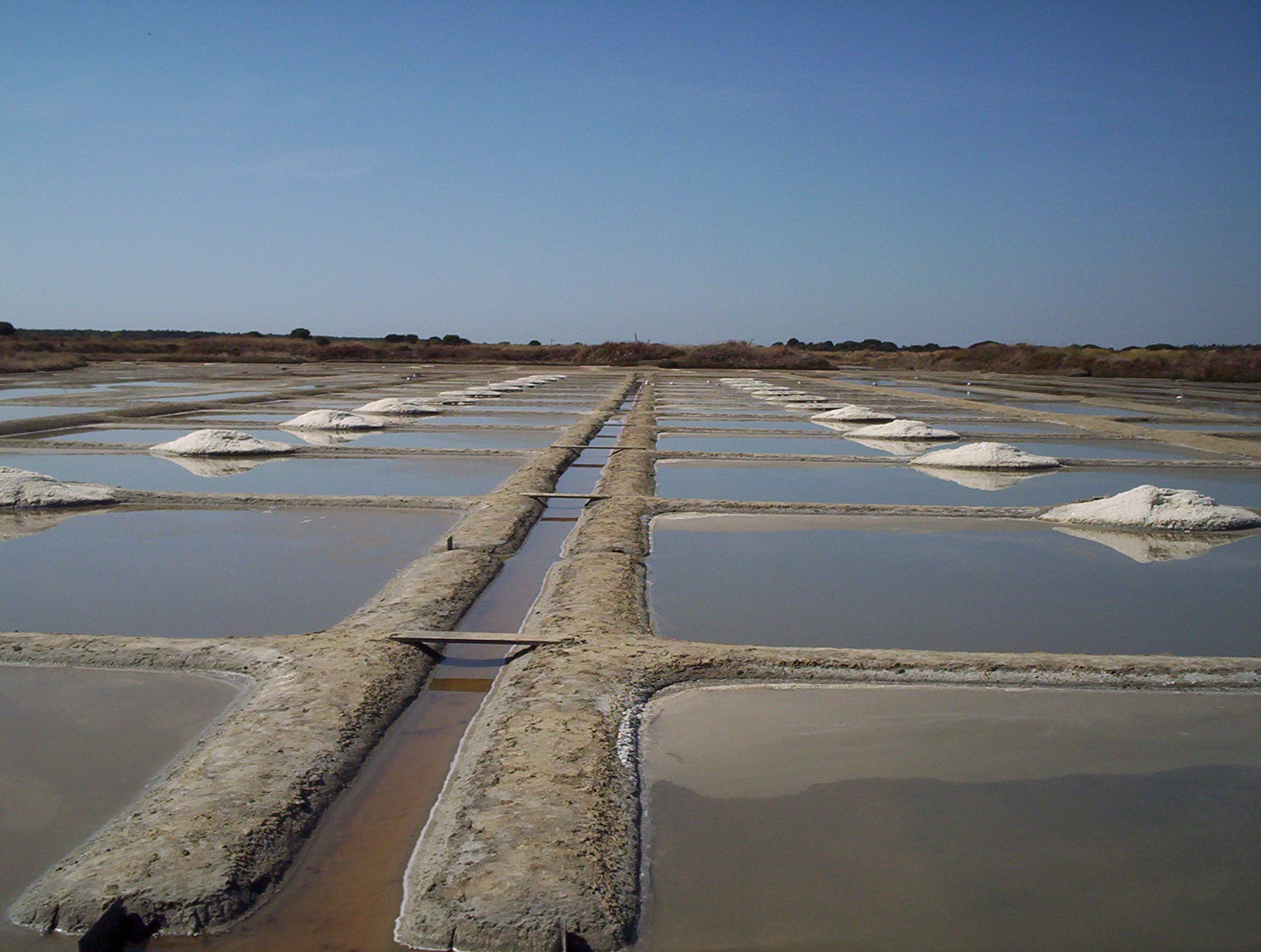
Marais salants de Guérande.

  - 1970 : Mise en place des OGAF (Organisation Groupée d’Aménagement Foncier), regroupements locaux d’agriculteurs souhaitant intervenir ensemble sur le foncier (desserte, échanges…) plus souple que la procédure de remembrement ; OGAF environnement : mises en place plus tard pour la mise en œuvre de l’article 19 du règlement européen 797/85 (devenu articles 21-24).
  - 2-3 février 1970 : Convention de Ramsar (Iran) relative aux « zones humides d’importance internationale particulièrement comme habitats de la sauvagine »  de l’UNESCO entrée en vigueur en 1975 ; ratifiée par la France en 1986 (retard dû au texte en anglais non traduit !) ; 61 États, 800 sites soit 500 000 km2.
    - En France :
      - au départ seule la Camargue ;
      - 22 sites : marais du Cotentin, rives du lac Léman, Brenne, golfe du Morbihan, marais salants de Guérande...

    - zones concernées : zones humides marines et côtières (profondeur inférieure à 6 m à marée basse), continentales et artificielles (20 000 oiseaux d’eau, richesse biologique particulière) ;
    - effets limités (inopposable aux décisions individuelles) :
      - promouvoir l’utilisation des zones humides ;
      - créer des réserves naturelles de zones humides ;
      - former des gens capables de gérer ces zones ;
      - tenir compte des zones humides lors de l’établissement des plans d’aménagement du territoire.
- 1971
  - 1971 : Création du ministère de l’Environnement, ministère de l'impossible (0,1 % du budget de l'État).
  - 1971 : Lancement du Programme Man and Biosphere (MAB) par l'UNESCO, donnant lieu à la création de réserves de biosphère
- 1972
  - 16 juin 1972 : (ONU) premier sommet de la terre à Stockholm, Conférence mondiale sur l'environnement, qui aboutira à la Déclaration de Stockholm et mise en place du programme des Nations unies pour l'environnement (PNUE).
  - 23 novembre 1972 : Convention sur le patrimoine mondial (Convention de Paris) sous l'égide l'UNESCO : elle vise à la protection du patrimoine culturel et naturel à valeur universelle ; les sites sont inscrits sur la « liste du patrimoine mondial » ; l'État signataire s'engage alors à ne pas les détruire. Il s’agit donc simplement d’un label.
- 1973
  - 3 mars 1973 : Convention sur le commerce international des espèces de faune et de flore sauvages menacées d'extinction (Convention de Washington) (EU), sur le commerce international des espèces sauvages menacées d'extinction, (CITES : Convention on International Trade of Endangered Species)  qui réglemente le commerce de végétaux et d'animaux vivants ou morts :
    - gestion de la CITES en France : Dotation nationale de péréquation du ministère de l'Environnement + DSV, direction départementale de l'Agriculture et de la Forêt, Douanes, ONC, gendarmerie…

  - 10 juillet 1973 : Loi sur les espaces boisés classés (EBC) ou espaces boisés à conserver 
    - indéfrichables, inconstructibles… ;
    - initiative : Plan local d'urbanisme ou conseil général.
- 1975
  - 10 juillet 1975 : Loi créant le Conservatoire de l'Espace Littoral et des Rivages Lacustres (CLRL).
  - 15 juillet 1975 : Loi relative à l'élimination des déchets et à la récupération des matériaux (abrogée en l'an 2000 et intégrée au code de l'environnement)
- 1976
  - 10 juillet 1976 : Loi sur la protection de la nature qui devient d'intérêt général[5] :
    - protection des espèces : liste nationale d'espèces protégées (sauf pratiques agricoles courantes) ;
    - prise en compte de l'environnement : études d'impact pour infrastructures ;
    - un statut pour l'animal (domestique) ;
    - protection des espaces :
      - forêts de protection : peuvent désormais être des forêts péri-urbaines (bien-être de la population);
      - création du statut de réserve naturelle, réserve naturelle volontaire ;
      - (par le décret qui suit) création du statut d'APB (ou APPB : Arrêté Préfectoral de Protection de Biotope).

  - 19 juillet 1976 : Loi sur les installations classées pour la protection de l'environnement (ICPE) : demande d'autorisation au préfet pour l'installation d'activités présentant des "dangers ou des inconvénients" pour le voisinage, la salubrité publique… : carrières, installations industrielles et agricoles… (65 000 installations soumises à autorisation, 550 000 installations soumises à déclaration, plus de 600 textes juridiques).
  - 1976 : coordination mondiale d'aires protégées (parcs, réserves, … = label) dans le cadre du Réseau européen de réserves biogénétiques. En France : Camargue, Parc national des Cévennes, Mont Ventoux, Parc naturel régional des Vosges du Nord…
- 1977
  - 25 novembre 1977 : Décret instituant les APPB (arrêté préfectoral de protection de biotope) :
    - but : protéger, en conservant son biotope, une espèce animale ou végétale figurant en liste nationale ;
    - moyen : le préfet prend un arrêté interdisant toutes interventions néfastes.
- 1978
  - 29 décembre 1978 : « Loi chasse » élaborant un plan de chasse sur tout le territoire pour le cerf, le chevreuil, le daim et le mouflon ; objectif : Stabiliser les populations et atteindre un équilibre agro-sylvo-cynégétique.

- 1979

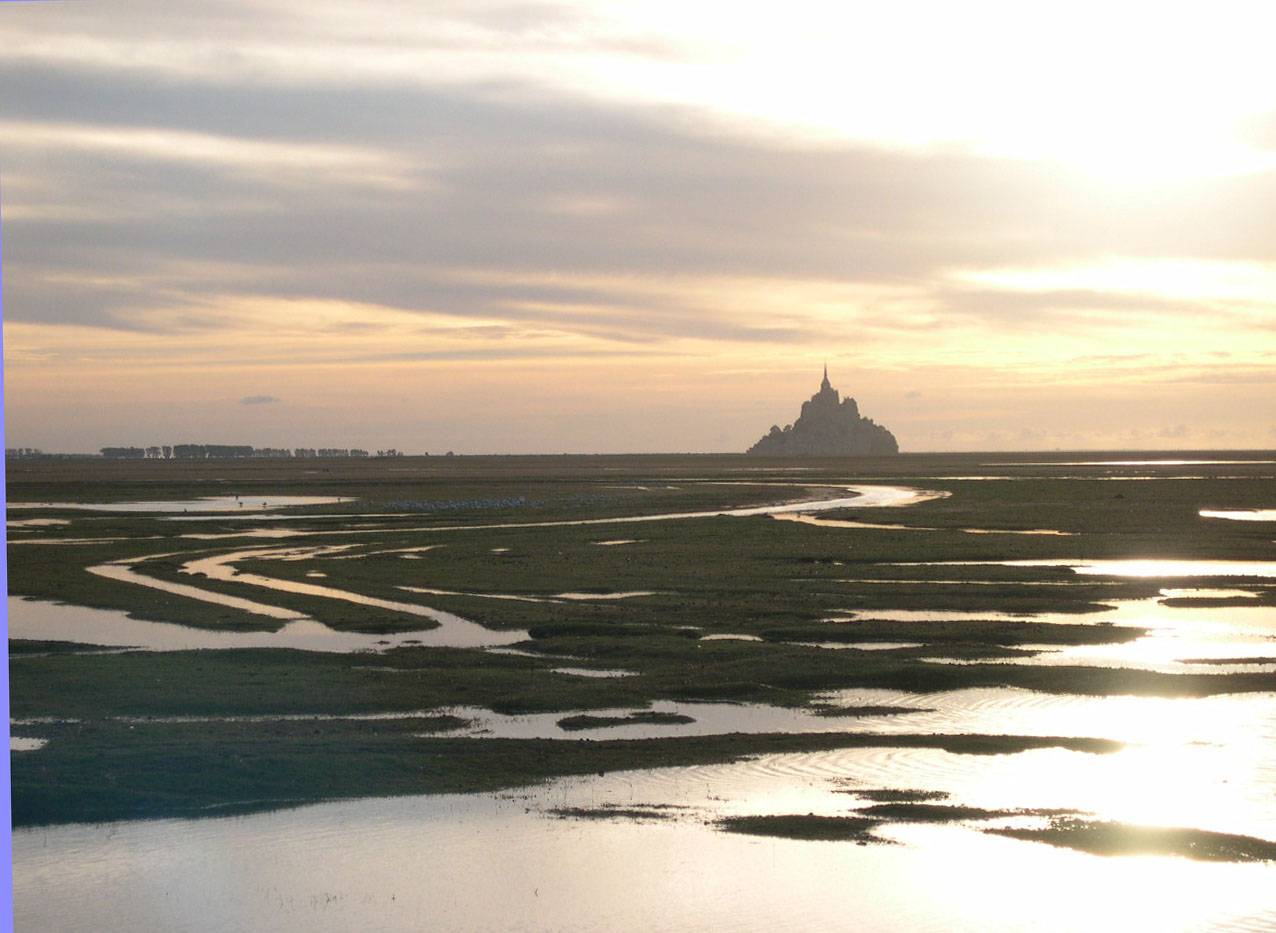
La baie du Mont-Saint-Michel, ZPS depuis 1990.

- - 2 avril 1979 : Directive CEE 79/409 dite Directive oiseaux : désigne les ZPS (Zone de protection spéciale) pour les oiseaux rares ou menacés ; les ZPS désignées par la France sont déjà protégées par d'autres réglementations… et intègreront le réseau Natura 2000.
  - 23 juin 1979 
Convention de Bonn (RFA) sur les espèces migratrices regroupées en une liste annexée. Les états signataires doivent :
    - promouvoir la recherche sur les espèces migratrices ;
    - accorder une protection immédiate aux espèces de l'annexe I (ex : baleinoptères) ;
    - conclure des accords internationaux pour les espèces de l'annexe II (ex : gazelle).

  - 19 septembre 1979 : Convention de Berne (Suisse), élaborée par le Conseil de l'Europe (UE + autres états européens + états non membres mais concernés par certaines espèces migratrices : Sénégal, Burkina Faso), ratifiée par la France en 1992 ;
    - objectif : conservation de la vie sauvage et du milieu naturel de l'Europe ;
    - moyens : 500 espèces végétales et 580 espèces animales protégées :
    - flore : interdiction de coupe, cueillette et déracinage intentionnels + protection des habitats ;
    - faune : interdiction de capture, de destruction de l'habitat, de perturbation, de commercialisation, sauf les espèces seulement protégées ;
    - 4 annexes :
      1. espèces de flore strictement protégées ;
      2. espèces de faune strictement protégées ;
      3. espèces de faune protégées ;
      4. moyens et méthodes de chasse et autres formes d'exploitation interdits.

### Années 1980
- 1982
  - Fonds d'Intervention pour la Qualité de la Vie - 1982
  - Le Ministère de l'Environnement crée les ZNIEFF (Zone naturelle d'intérêt écologique, faunistique et floristique) :
    - outil de connaissance du territoire, pas de protection ;
    - ZNIEFF I : secteurs délimités, intérêt biologique remarquable ;
    - ZNIEFF II : grands ensembles naturels riches et peu modifiés.
- 1983
  - 12 juillet 1983 : Loi Huguette Bouchardeau sur les enquêtes publiques : lors de projets de grande envergure (ex : autoroute), le public peut s'informer et émettre ses suggestions, voire des contre-propositions : instrument de démocratie.
- 1984
  - 29 juin 1984 : Loi « pêche » (applicable au 1er janvier 1986) ; exemples :
    - eaux douces : cours d'eau et étangs liés au réseau hydrographique ;
    - préservation des milieux : tout propriétaire doit entretenir ses berges et sa ripisylve avec un débit minimal ;
    - gestion plus rigoureuse des introductions (écrevisses).
- 1985
  - 9 janvier 1985 : Loi relative au développement et à la protection de la montagne (« loi montagne ») :
    - communes caractérisées par des handicaps en matière d'utilisation des terres ;
    - objectifs : préservation de l'espace naturel montagnard ainsi que des terres pour l'agriculture et la forêt ;
    - pas de constructions inférieures à 300 m d'un plan d'eau, pas de routes au-dessus de la limite forestière, maîtrise de l'urbanisation, UTN (Unités Touristiques Nouvelles) doivent être autorisées par le préfet.

  - 12 mars 1985 : Règlement CEE 797/85 (son article 19) : aide aux agriculteurs qui retirent des terres arables de la production agricole (gel des terres). Exemple : Art 19, « Causses lozériens » :
    - objectifs :
      - maintien des paysages caussenards ;
      - éviter l'embroussaillement ;
      - maintien des activités pastorales ;

    - moyens : cahier des charges sur la gestion des pelouses à (petites et grandes) graminées et des landes.

  - 18 juillet 1985 : Loi codifiant les statuts du Conservatoire de l'Espace Littoral et des Rivages Lacustres (CELRL) permettant son action réelle (avec loi du 3 janvier 1986) et créant les espaces naturels sensibles (ENS) des départements : chaque département peut instituer la taxe départementale pour les ENS sur les constructions soumises à permis de construire (maximum 2 % de la valeur de l'immeuble) et utiliser le produit de cette taxe pour l'achat ou l'aménagement d'espaces naturels ouverts au public.
  - 4 décembre 1985 : Loi d'orientation forestière relative à la gestion, la valorisation et la protection de la forêt qui reconnaît les 3 fonctions de la forêt.
- 1986
  - Loi littoral du 3 janvier 1986 : protection des équilibres biologiques, contre l'érosion, des paysages ; ex :
    - bande littorale inconstructible des 100 m (paillotes…) ;
    - libre accès au rivage : pas de plage privée nouvelle, camping interdit.
- 1988
  - Le Conseil de l'Europe crée les ZICO (Zones d'Intérêt Communautaire pour les Oiseaux). Ce statut de classement d'un espace naturel découle de la directive communautaire Habitat et est l'équivalent des ZNIEFF provenant de la directive communautaire oiseaux. Cette classification ne constitue pas un outil de protection en soi mais permet de mettre en place des inventaires de la Flore et de la Faune permettant de renseigner les acteurs locaux. 
 France : 285 ZICO pour 8 % du territoire.
  - le ministère de l'Environnement crée les conservatoires botaniques nationaux (CBN).
- 1989
  - création du Réseau DSF (Département de la Santé des Forêts).

### Années 1990
- 1990
  - création de l'ADEME (Agence de l'environnement et de la maîtrise de l'énergie) : fusion : Agence pour la qualité de l'air + agence nationale pour la récupération des déchets + agence française pour la maîtrise de l'énergie ;
    - 1 délégation par région ;
    - engage et facilite les opérations de récupération des déchets ;
    - travaille sur la pollution des sols, les nuisances sonores, les technologies propres, …

  - 23 janvier 1990 : Loi créant les réserves de chasse et de faune sauvage : chasse interdite, initiative du détenteur du droit de chasse.
    - Programme interdisciplinaire de recherches sur l'environnement lancé par le CNRS - 1990
    - Institut français de l'environnement - 1990
    - Conservatoires botaniques nationaux - 1990
- 1991
  - 3 janvier 1991 : loi sur la circulation des véhicules terrestres à moteurs dans les espaces naturels
    - interdite en dehors des voies publiques et des voies privées ouvertes à la circulation publique (le maire peut interdire toute voie) ; moto-neige de loisir interdite.

  - 9 avril 1991 : création des Directions régionales de l'environnement (DIREN) :
    - fusion DRAE (Direction régionale architecture et environnement) et SRAE (Service régional d'aménagement des eaux) avec pour missions : études, diffusion de connaissances ; coordination : planification locale, application législation environnement, représentation de l'É
    - 14 juin 1991 : directive nitrates (UE) pour protéger les eaux contre la pollution par les nitrates d'origine agricole (valeur limite : 50 mg/l) par :
      - l'élaboration d'un Code de bonnes pratiques agricoles : périodes d'épandage, stockage des déjections animales, etc. ;
      - l'inventaire des zones sensibles (> 50 mg/l ou tendance à l'eutrophisation).

    - 13 septembre 1991 : décret créant les Réserves Nationales de Chasse : chasse interdite, gestion par ONC, ONF…
    - 14 novembre 1991 : arrêté : les agences de bassin (créées en 1964) deviennent Agences de l'eau
      - EPA dotés de la personnalité civile et de l'autonomie financière ;
      - collectent les redevances perçues sur les pollueurs ;
      - octroient des aides (prêts ou subventions) pour travaux de dépollution ;
      - actions d'intérêt commun du bassin concerné (animation nature…).
- 1992
  - 3 janvier 1992 : Loi sur l'eau (qui précise la loi de 1964):
    - gestion de l'eau, patrimoine commun (écosystèmes et distribution) :
    - SDAGE (Schéma directeur d'aménagement et de gestion des eaux) : au niveau du bassin, par le Comité de Bassin ;
    - SAGE (Schéma d'aménagement et de gestion des eaux) : au niveau du sous-bassin, par la CLE (Commission locale de l'eau).
    - (re)définition de la qualité des eaux : directive "nitrates", pouvoir de police… ;

  - 21 mai 1992 Directive CEE 92/43 dite Directive habitats :
    - objectif : protection de la biodiversité par la conservation des habitats ;
    - moyen : de nouveaux sites Natura 2000 doivent être désignés, en plus de ceux de la directive Oiseaux de 1979

  - 22 mai 1992 : (ONU) au Sommet de la Terre à Rio (Brésil) : la plus grande conférence intergouvernementale jamais organisée qui a consacré des principes généraux qui sont désormais partie du langage courant comme le développement durable.
  - 31 décembre 1992 
 Loi n°92-1444 du 31 décembre 1992 relative à la lutte contre le bruit. Elle crée un premier cadre relatif à la lutte contre la pollution sonore.
- 1993
  - 8 janvier 1993 
 Loi n°93-24 du 08 janvier 1993 relative à la protection et la mise en valeur des paysages, dite « Loi paysage ».
- 1995
  - 2 février 1995 
 La loi n° 95-101 du 2/02/1995 relative au renforcement de la protection de l'environnement dite « loi Barnier » institue les principes généraux du droit de l'environnement et toute une série de nouvelles exigences. Création de commission nationale du débat public.
- 1996
  - 30 décembre 1996 
 La loi n° 96-1236 du 30 décembre 1996 sur l'air et l'utilisation rationnelle de l'énergie (loi LAURE) marque une nouvelle politique de lutte contre la pollution de l'air en particulier dans les grandes agglomérations.

### Années 2000
- 2000
  - L'ordonnance n° 2000-914 du 18 septembre 2000 relative à la partie législative du Code de l'environnement codifie à droit constant l'ensemble des textes législatifs du droit de l'environnement. La création du code de l'environnement a pour conséquence juridique d'abroger l'ensemble des lois antérieures au 21 septembre 2000 pour les organiser en sept livres dans un seul Code.
- 2001
  - La loi n° 2001-420 du 15/05/2001 sur les nouvelles régulations introduit une disposition (article 116, devenu l'article L. 225-102-1 du code du commerce) qui impose aux entreprises cotées de rendre compte des conséquences sociales et environnementales de leur activité, dans leur rapport annuel. Si cet article n'implique aucune sanction pénale, les investisseurs disposent d'une information de plus en plus précise sur les engagements de ces entreprises dans le développement durable à travers ses trois piliers économique, social et environnemental.
  - La Loi n° 2001-398 du 09/05/01 créant une Agence française de sécurité sanitaire environnementale mise en place en 2005 qui permet à la France de se doter d'une expertise distincte et autonome des ministères pour apporter un éclairage indispensable aux décideurs publics face à de nouveaux risques où santé et environnement sont en jeu.
  - La loi n° 2001-153 du 19/02/01 tendant à conférer à la lutte contre l'effet de serre et à la prévention des risques liés au réchauffement climatique la qualité de priorité nationale et portant création d'un Observatoire national sur les effets du réchauffement climatique en France métropolitaine et dans les départements et territoires d'outre-mer est le point de départ de la politique de lutte contre les gaz à effet de serre dans le cadre du protocole de Kyoto.
- 2002
  - 26 aout 2002 : (ONU) Sommet de la Terre, à Johannesburg. Pour la première fois, des entreprises privées y participent.On considère désormais que la responsabilité des entreprises est engagée sur les questions d'environnement.
- 2003 
 3 lois qui modernisent les risques industriels en favorisant la prévention (y compris des mouvements transfrontières non contrôlés) comme la gestion des accidents transfrontaliers :
  1. Loi n° 2003-699 du 30/07/03 relative à la prévention des risques technologiques et naturels et à la réparation des dommages
  2. Loi n° 2003-624 du 08/07/03 autorisant l'approbation de la convention sur les effets transfrontaliers des accidents industriels (ensemble treize annexes)
  3. Loi n° 2003-623 du 08/07/03 autorisant l'approbation de l'amendement à la convention de Bâle sur le contrôle des mouvements transfrontières de déchets dangereux et leur élimination (1)
- 2004
  - 13 août 2004 
 La loi n° 2004-811 du 13/08/04 de modernisation de la sécurité civile permet à la France de moderniser sa politique en cas de catastrophe industrielle ou naturelle.
- 2005
  - 1er mars 2005 
 La loi constitutionnelle n° 2005-205 du 01/03/05 relative à la Charte de l'environnement consacre le droit de l'environnement dans l'ordre juridique français en intégrant ses principes dans la Constitution. Son préambule reconnait trois principes : 
- « Les ressources et les équilibres naturels ont conditionné l'émergence de l'humanité »[1];  
- « l'avenir et l'existence même de l'humanité sont indissociables de son milieu naturel »[1];
- « la diversité biologique, l'épanouissement de la personne et le progrès des sociétés humaines sont affectés par certains modes de production et de consommation et par l'exploitation excessive des ressources naturelles »[1];  Ce texte reconnait l'environnement comme « patrimoine commun[6] des êtres humains » (et non comme patrimoine commun de l'humanité[7]), reconnaissant que les biens communs que sont l'air, eau, faune, flore, terre, paysage, la biodiversité font pour la France partie des biens publics mondiaux qui font l'objet d'un groupe de travail international[1],[8]
  - 22 mars 2005 
 Décret n° 2005-295 portant publication du protocole de Kyoto à la convention-cadre des Nations unies sur les changements climatiques (ensemble deux annexes), adopté à Kyoto le 11 décembre 1997 et signé par la France le 29 avril 1998 [9],[10] et entré en vigueur en février 2005.
- 2006
  - Loi n°2006-1772 du 30 décembre 2006 Loi sur l'eau et les milieux aquatiques (loi LEMA).
- 2007
  - Décret du 11 décembre 2007 modifiant le Code de l'environnement, concernant la sûreté des ouvrages hydrauliques, le classement et le contrôle des digues et barrages[11].
- 2008
  - Loi n°2008-595 du 25 juin 2008 sur les OGM. Création du haut conseil des biotechnologies.
- 2009
  - Première Loi Grenelle dite « Grenelle 1 », votée, après de longues péripéties, à la quasi-unanimité par un Parlement qui jusque-là considérait largement le « Grenelle de l'environnement » comme un forum médiatique et une opération de pure communication, qui avait de plus tenté de s'arroger par la négociation sociale des décisions relevant de son pouvoir législatif.
  - Décret n°2009-496 du 30 avril 2009 relatif à l’autorité administrative de l’État compétente en matière d’environnement prévue aux articles L. 122-1 et L. 122-7 du code de l’environnement portant création de l'Autorité environnementale (AE).

### Années 2010
- 2010
  - Seconde loi Grenelle, dite « Grenelle 2 », passant des principes aux dispositions pratiques. La conjoncture économique et politique s'étant notablement retournée depuis 2007, et s'agissant de dispositions entrant dans le vif du sujet, cette loi a failli ne jamais voir le jour. La difficulté rencontrée dans la publication des plus de 250 décrets d'application en porte témoignage.
  - 7 juillet, après deux années de gestation, les ministres Jean-Louis Borloo et Bruno Le Maire, la FCSMP, la FFESSM et les principaux acteurs du monde de la pêche et de la plaisance signent la charte d'engagements et d'objectifs pour une pêche maritime de loisir éco-responsable[12].
- 2012
  - loi n° 2012-1460 du 27 décembre, mise en œuvre du principe de participation du public défini par l'article 7 de la charte de l’environnement.

- 2013
  - 25 juin : Le gouvernement lance les états généraux de la modernisation du droit de l'environnement. Après de nombreuses lois sur l'environnement et la société, puis la création en 2000 du code de l'environnement, cette action à pour but de rendre la législation plus efficace, plus applicable tout en concevant le principe de progrès des normes environnementales. Après une phase de concertation de 8 mois, les états généraux se sont tenus le 25 juin 2021 à Paris.
  - 16 aout : décret n°2013-753 qui crée le conseil national de la transition écologique.

- 2015
  - Loi relative à la transition énergétique pour la croissance verte promulguée le 18 août.

- 2016
  - Loi pour la reconquête de la biodiversité, de la nature et des paysages promulguée le 8 août. Ratification du protocole de Nagoya sur la biodiversité. Création de l'agence française pour la biodiversité.
- 2016
  - le 5 octobre 2016, ratification de l'accord de Paris sur le climat, traité des Nations unies adopté le 12 décembre 2015 à Paris et entré en vigueur le 4 novembre 2016.
- 2017
  - Décret n°2017-176 du 13 février 2017 relatif aux Zones prioritaires pour la biodiversité en application de la loi de 2016.

- 2018
  - LOI dite EGALIM n° 2018-938 du 30 octobre 2018 pour l'équilibre des relations commerciales dans le secteur agricole et alimentaire et une alimentation saine, durable et accessible à tous.

- 2019
  - Le gouvernement lance la convention citoyenne pour le climat.

### Années 2020
- 2020
  - 1er janvier 2020, fusion de l'AFB et de l'ONCFS pour former l'office français de la biodiversité (OFB).
  - 31 janvier 2020, Le Conseil constitutionnel a rendu le 31 janvier 2020 une décision validant l'interdiction (figurant dans la loi EGALIM du 30 octobre 2018) de la production en France pour d'autres pays et de l'exportation des pesticides bannis par l'Union européenne. Pour la première fois, il a décidé que la protection de l'environnement pouvait justifier une moindre liberté d'entreprendre ; c'est un revirement de jurisprudence : « Le Conseil constitutionnel juge […] qu'il découle du préambule de la Charte de l'environnement que la protection de l'environnement, patrimoine commun des êtres humains, constitue un objectif de valeur constitutionnelle ». Le Conseil constitutionnel affirme pour la première fois « qu'il appartient au législateur d'assurer la conciliation des objectifs de valeur constitutionnelle de protection de l'environnement et de protection de la santé avec l'exercice de la liberté d'entreprendre ». Il juge donc que « le législateur est fondé à tenir compte des effets que les activités exercées en France peuvent porter à l'environnement à l'étranger »[13].
  - 10 février : loi du 10 février 2020 relative à la lutte contre le gaspillage et à l'économie circulaire. Cette loi entend accélérer les changements de modèle de production et de consommation afin de réduire les déchets, et préserver les ressources naturelles, la biodiversité et le climat.
  - 24 décembre 2020 : loi n°2020-1672 du 24 décembre 2020 relative au parquet européen, à la justice environnementale et à la justice pénale spécialisée. Cette loi demande la création d'un tribunal judiciaire au sein de chaque Cour d’appel pour l’enquête, la poursuite, l’instruction et le jugement des délits environnementaux et sera également compétent en matière civile pour juger des actions relatives au préjudice écologique, des actions en responsabilité civiles prévues par le Code de l’environnement.
- 2021
  - 31 juillet : décret RE2020 n°2021-1004. Il s'agit du premier volet de textes encadrant la nouvelle norme environnementale RE2020 qui remplace la RT 2012 (règlementation thermique 2012). Les nouvelles normes pour les bâtiments neuf entreront en vigueur le 1er janvier 2022.
  - 22 aout : Loi n° 2021-1104 du 22 août 2021 portant lutte contre le dérèglement climatique et renforcement de la résilience face à ses effets. ce texte reprend des dispositions inspirées par la convention citoyenne pour le climat en matière de consommation, de transport, de logement, d'alimentation et de protection judiciaire de l'environnement.
- 2023
  - 10 mars : loi no 2023-175 du 10 mars 2023 relative à l'accélération de la production d'énergies renouvelables (dite APER).